# Rozhledna Soběšovice
Rozhledna Soběšovice, nazývaná také rozhledna na Husarůvce, je rozhledna postavená ze dřeva a konstrukční oceli v Soběšovicích v okrese Frýdek-Místek. Geograficky se nachází u vrcholu kopce Husarůvka u silnice nad vodní nádrží Žermanice v pohoří Podbeskydská pahorkatina v Horním Slezsku v Moravskoslezském kraji.

## Historie a popis
Zastřešená rozhledna se čtyřmi vnějšími hodinami a s vnitřním schodištěm vznikla v roce 2009 jako přístavek při rekonstrukci budovy místního obecního úřadu. Dosahuje výšky 17 m. V horní části rozhledny je ocelové točité schodiště. Nejvyšší vyhlídková plošina je umístěná ve výšce 13 m a nabízí výhled především na Moravskoslezské Beskydy, Slezské Beskydy, Podbeskydskou pahorkatinu, Ostravskou pánev, Žermanickou přehradu a Havířov.

## Další informace
Rozhledna je přístupná v době otevření úřadu, informačního centra nebo vedlejší restaurace. Na těchto místech si lze zapůjčit klíč od vstupu na rozhlednu. Vstup na rozhlednu není zpoplatněn.

## Galerie

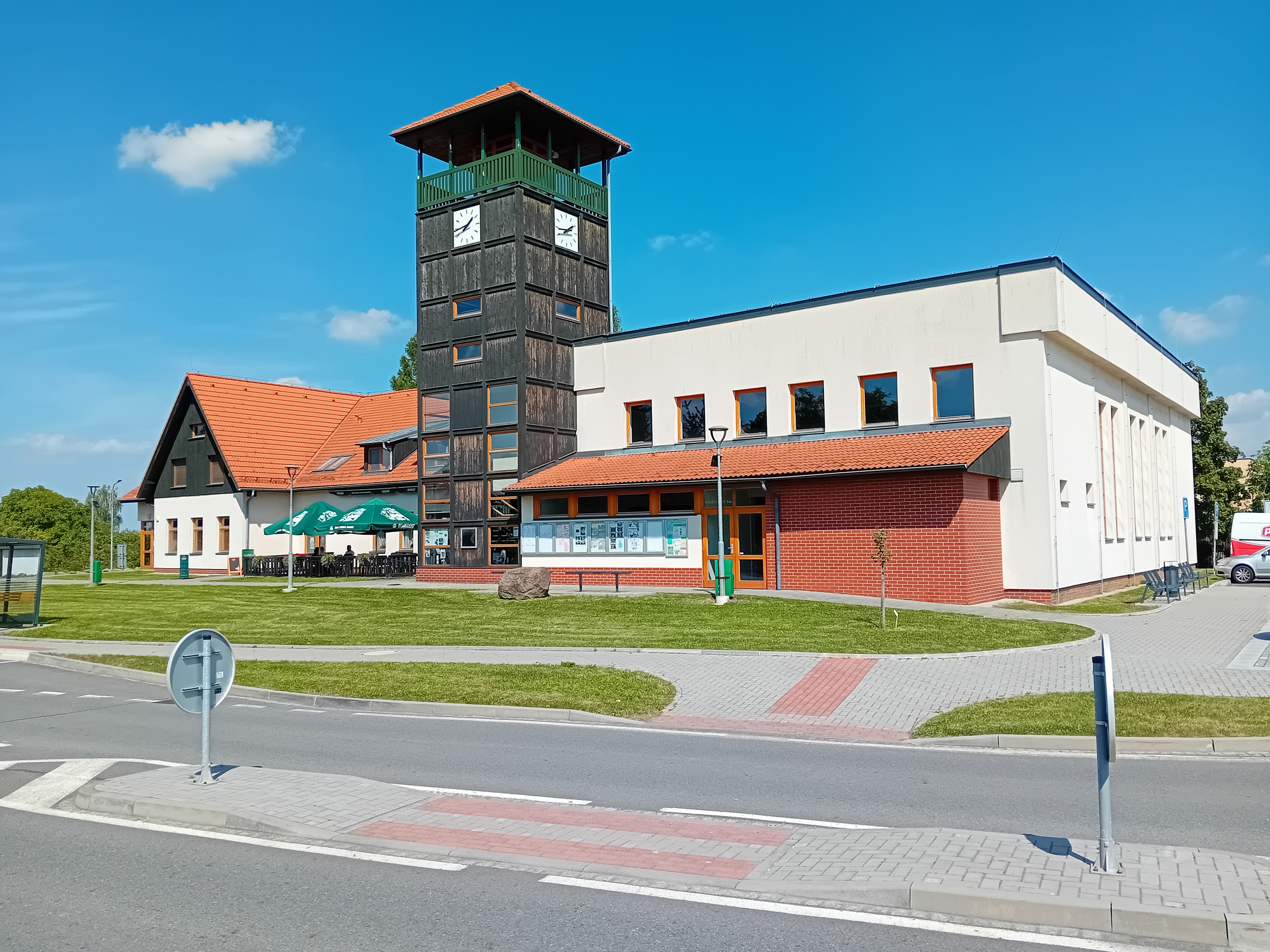
Celkový pohled na budovu s rozhlednou
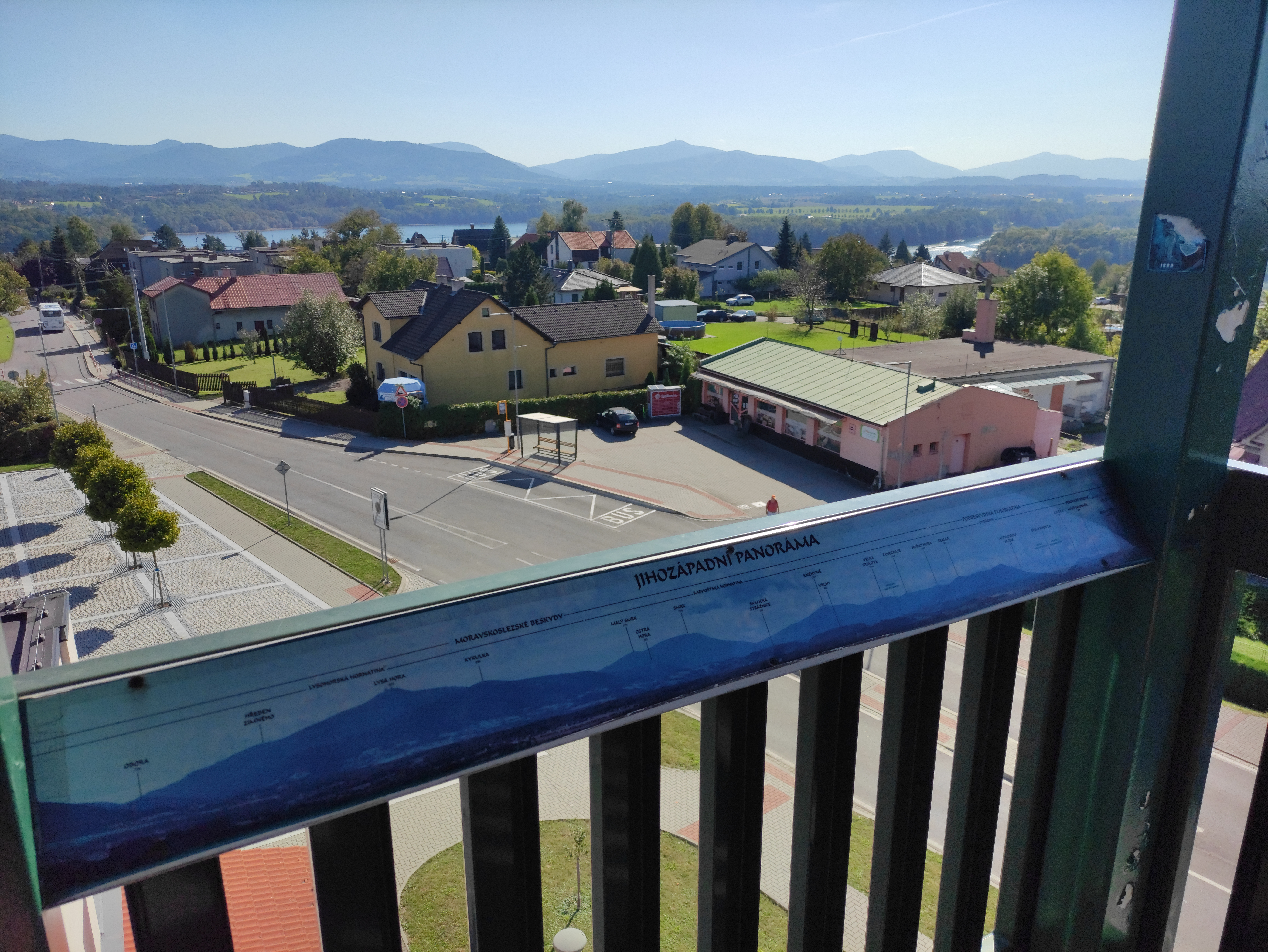
Vyhlídka
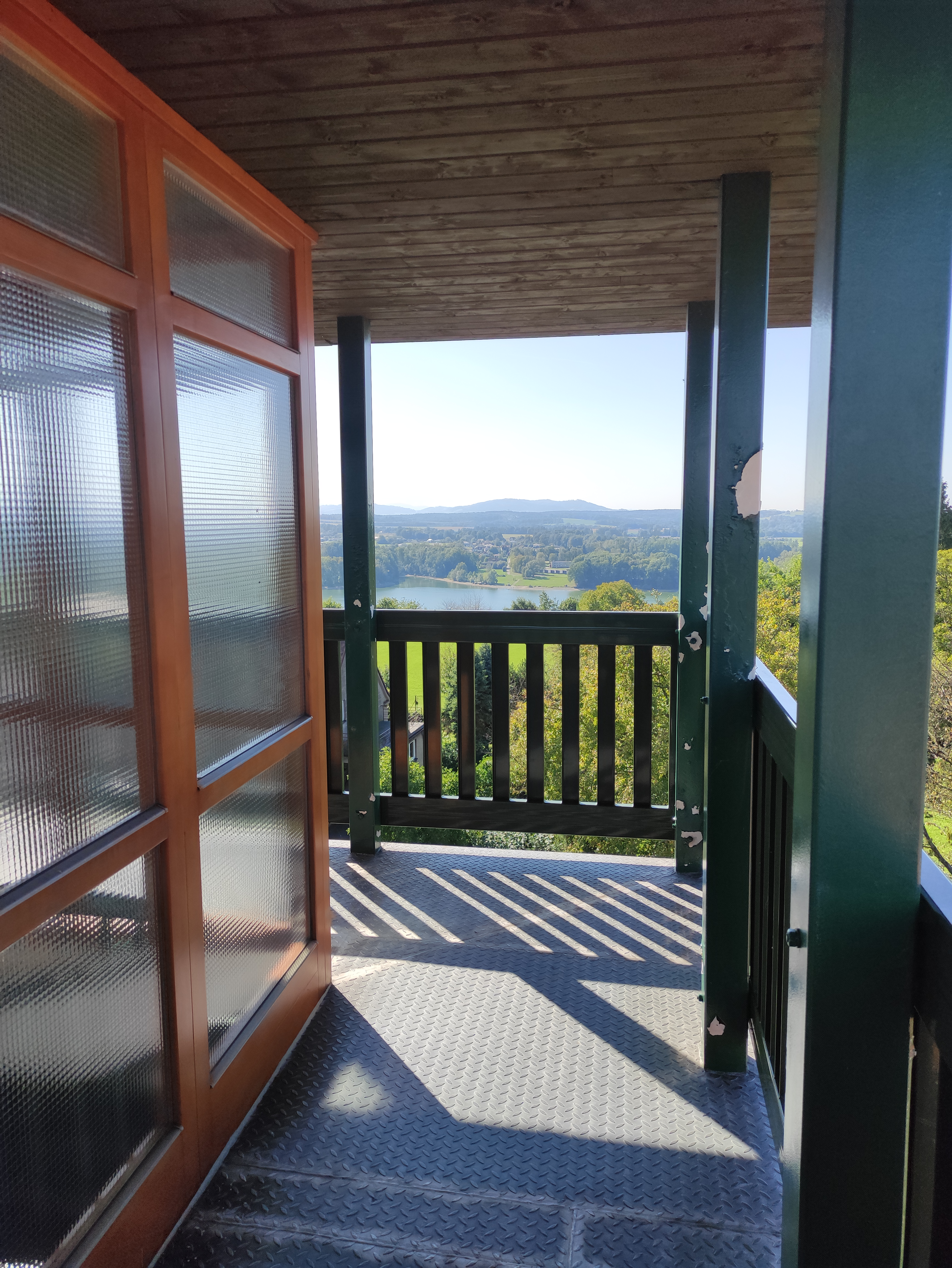
Vyhlídka
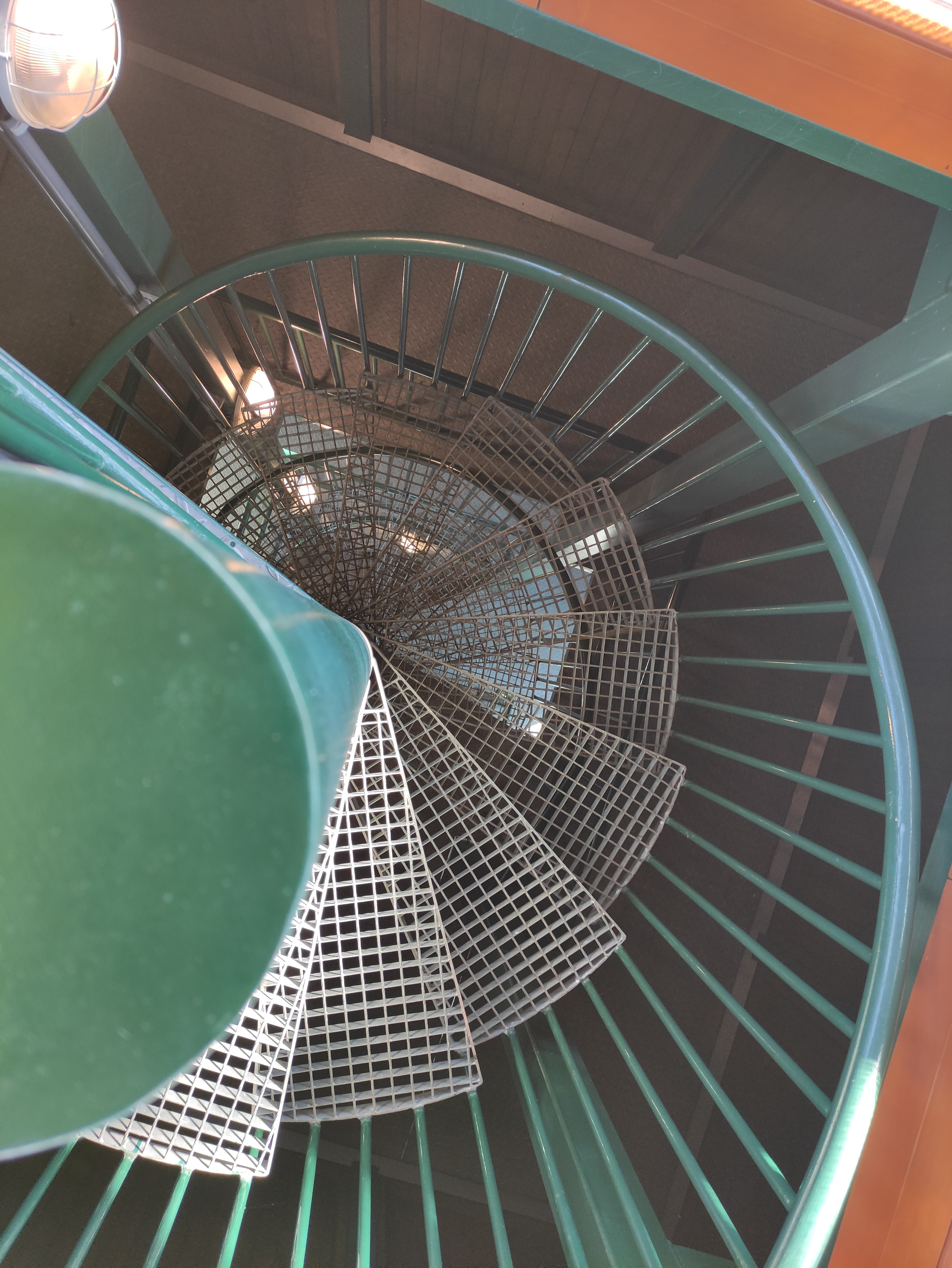
Schodiště